# Ancien hôtel de ville de Mont-de-Marsan
L'ancien hôtel de ville de Mont-de-Marsan est un bâtiment du XIXe siècle situé à Mont-de-Marsan, chef-lieu du département français des Landes.

## Présentation
L'édifice est situé au n°4 place Charles-de-Gaulle, face au théâtre municipal. Bâti à partir de 1845, il sert tour à tour de mairie de 1846 à 1946 et de bibliothèque municipale de 1971 à 2012. Il s'agit de nos jours de résidence « La Romancière », comprenant huit logements.

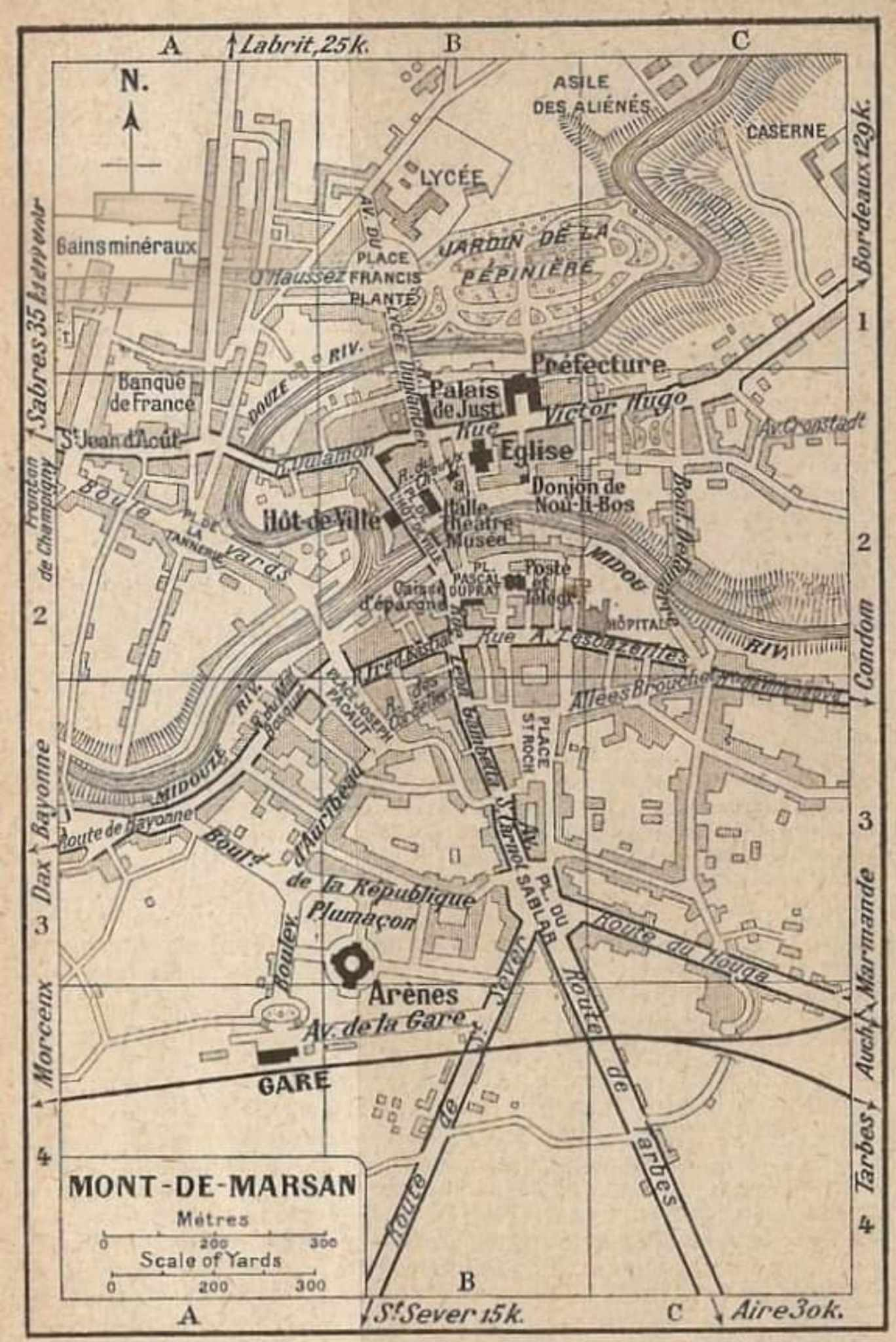
Situation de l'ancien hôtel de ville.

### Historique
L'institution municipale (mayretat en gascon) est créée par le vicomte Gaston VII de Béarn entre 1240 et 1259. Le maire préside alors une assemblée de 29 jurats. Tous prêtent serment jusqu'à la Révolution française sur l'autel de l'église de Saint-Pierre-du-Mont.
Maison commune
La maison commune, siège du pouvoir municipal, fait face à son origine au château vicomtal, établi dès le XIIe siècle à la confluence de la Douze et du Midou. L'emplacement de la mairie reste inchangé du milieu du XIIIe siècle jusqu'à 1946, date de son déménagement. La première représentation parvenue jusqu'à nous est celle de Joachim Duviert, dessinateur hollandais qui réalise un plan de Mont-de-Marsan en 1612. C'est alors un bâtiment d'un étage couvert d'une toiture à deux pans.
Le 13 avril 1808, Napoléon Ier fait étape à l'hôtel Papin de Mont-de-Marsan sur la route qui le mène à Bayonne. Pour l'occasion, la maison commune est parée de l'inscription suivante : 
« Napoléon l'a dit, certes on peut le croire,
Le bonheur de son peuple est sa plus chère gloire ».
La maison commune figure sur le cadastre napoléonien de 1811 et donne alors sur la place de la commune. Elle est reculée d'une dizaine de mètres de l'alignement de la façade.
Hôtel de ville
Entre 1845 et 1846, une mairie de deux étages est reconstruite au même endroit, selon les plans de l'architecte Duprat, et donne alors sur la place Bourbon. Le nouvel édifice accueille pendant de nombreuses années une statue en plâtre représentant le maréchal Pierre Joseph François Bosquet, né en 1810 à Mont-de-Marsan. La salle du conseil municipal est décorée en 1902 par l'artiste montois Jean Henri Tayan (1855-1931).
Pendant l'occupation allemande, un poste de lutte antiaérienne est installé à l'extrémité sud de la rue Dominique-de-Gourgues voisine pour protéger l'hôtel de ville. Le 21 août 1944, à la libération de Mont-de-Marsan, le maire Jean Larrieu, à sympathie collaborationniste, paraît au balcon de l'hôtel de ville entouré de deux capitaines - un écossais et un américain - pour annoncer sa démission au profit du résistant Marcel David.

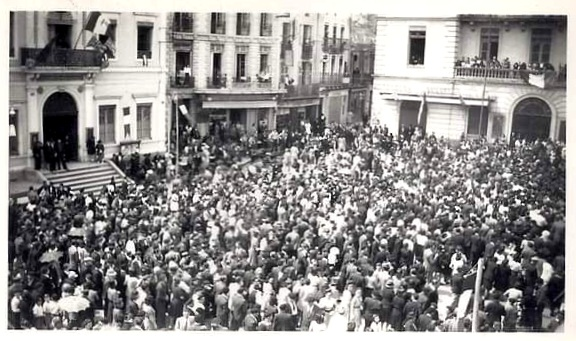
Foule devant l'hôtel de ville le 21 août 1944.

Lors de sa venue à Mont-de-Marsan le 3 juillet 1945 pour inspecter en personne le centre d'instruction du 2ème Bataillon d'Extrême-Orient à la caserne Bosquet, avant de partir pour l'Indochine française, le  Général Leclerc défile à pied de la préfecture des Landes à l'hôtel de ville sous les acclamations de la foule.
Autres usages
Le 20 janvier 1946, l'hôtel de ville est transféré au palais Pascal-Duprat, qu'il occupe encore de nos jours. Le bâtiment au n°4 place Charles-de-Gaulle devenu vacant est transformé en bibliothèque municipale de 1971 à 2012 (dès 1870, une bibliothèque de lecture publique y occupait déjà les étages). Les services de la bibliothèque sont transférés en 2012 à la médiathèque Philippe-Labeyrie, ouverte cette même année sur le site de l'ancienne caserne Bosquet. En 2018, l'ancienne bibliothèque municipale devient la résidence « La Romancière ». Sur sa toiture subsistent les cloches de l'ancienne mairie et sur sa façade, le blason de Mont-de-Marsan sculpté.

## Galerie
Ancien hôtel de ville

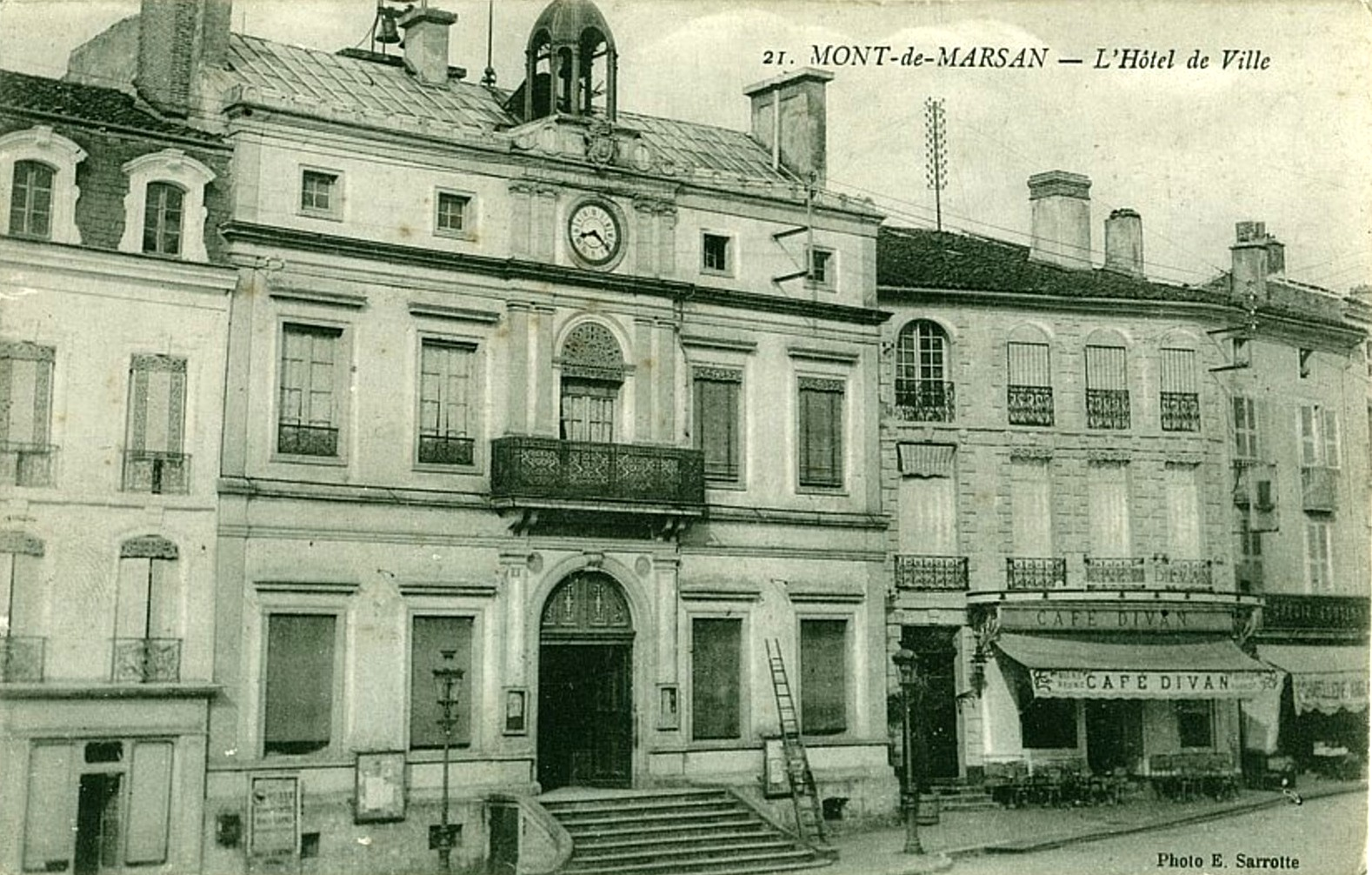
L'ancien hôtel de ville au 4 place Charles-de-Gaulle (1846-1946)
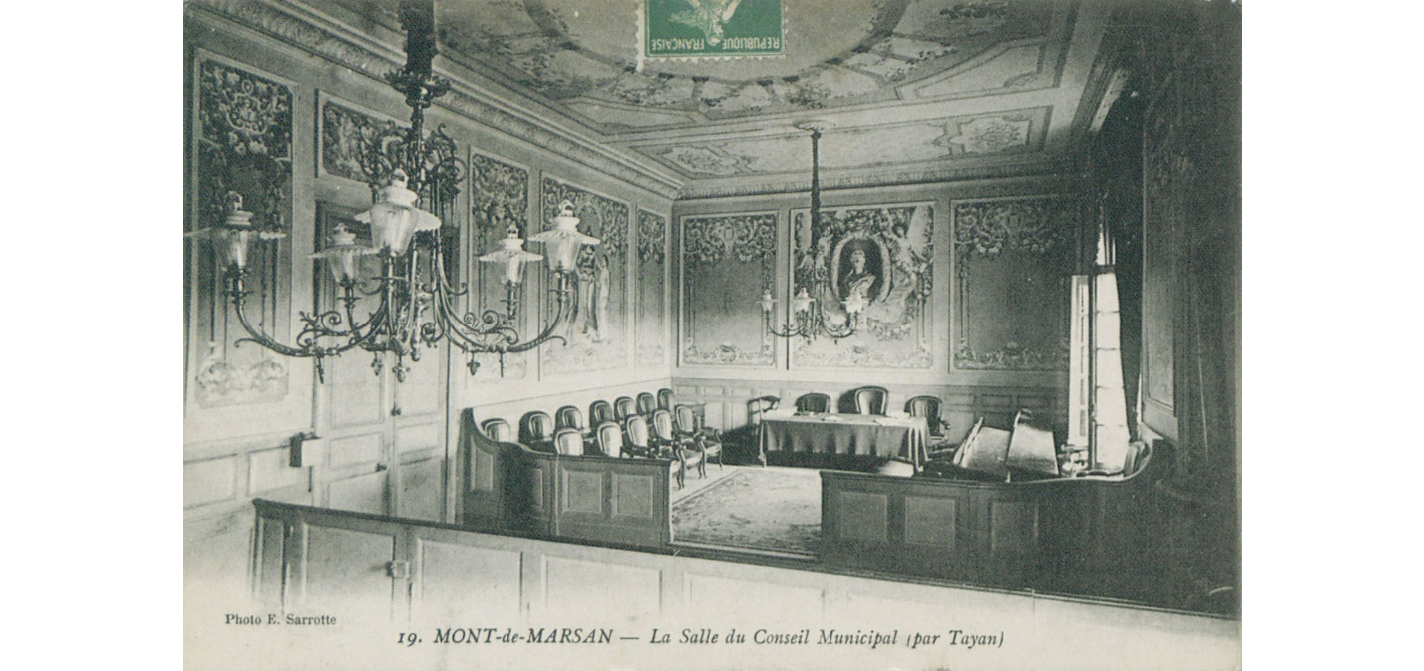
Salle du conseil municipal de l'ancien hôtel de ville décoré par le peintre Jean Henri Tayan

Ancienne bibliothèque

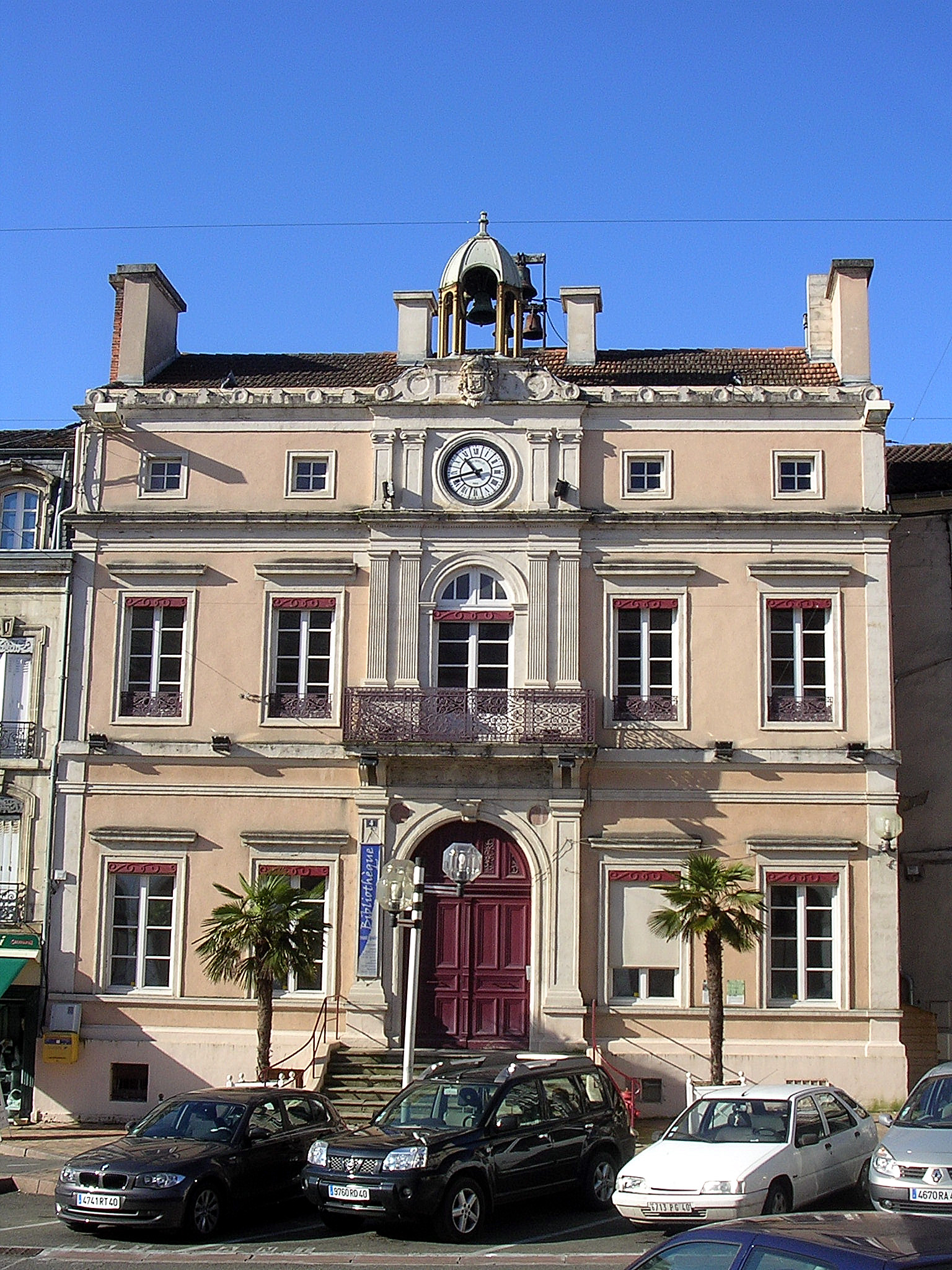
Ce même bâtiment en 2009, alors reconverti en bibliothèque municipale (1971-2012)

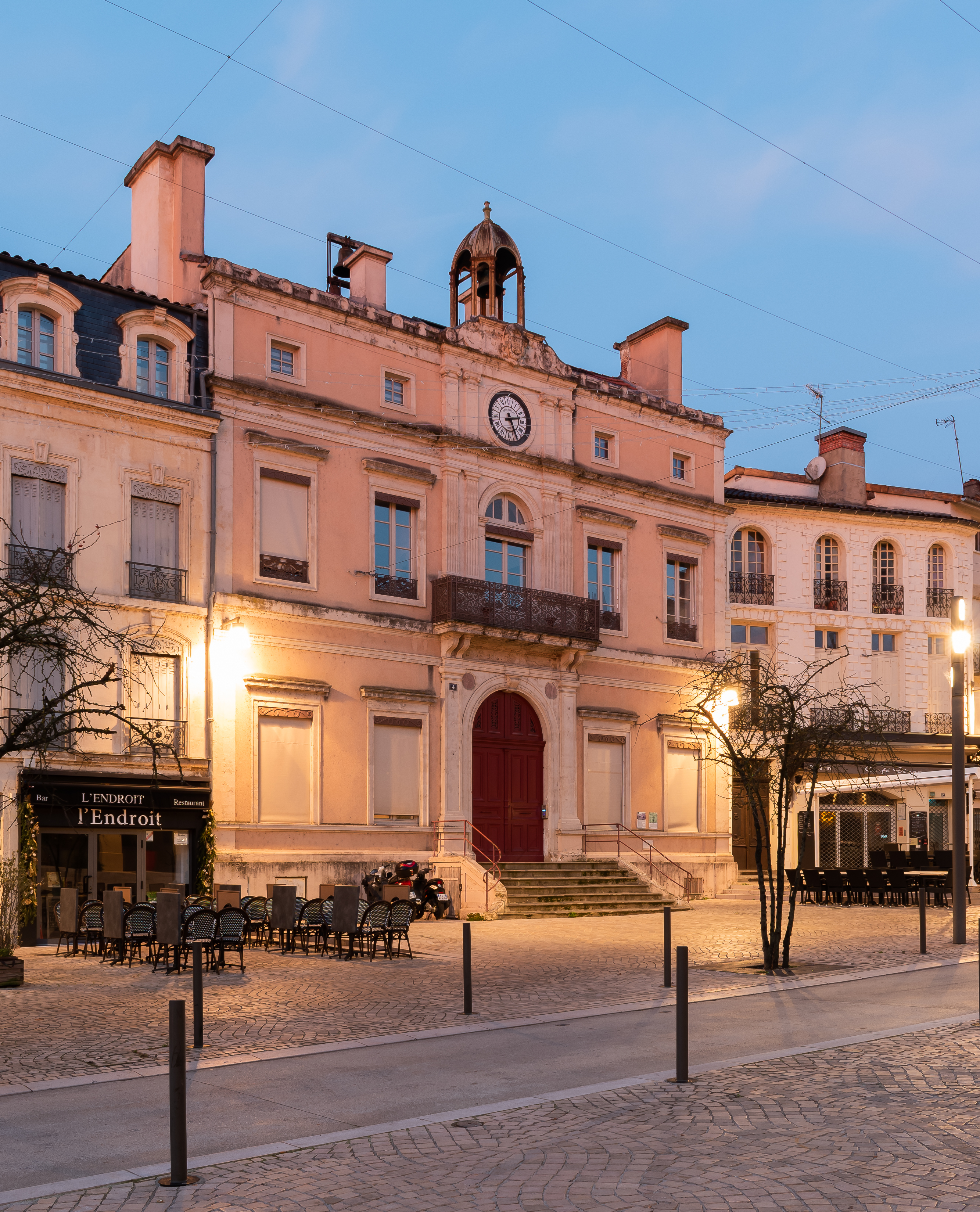
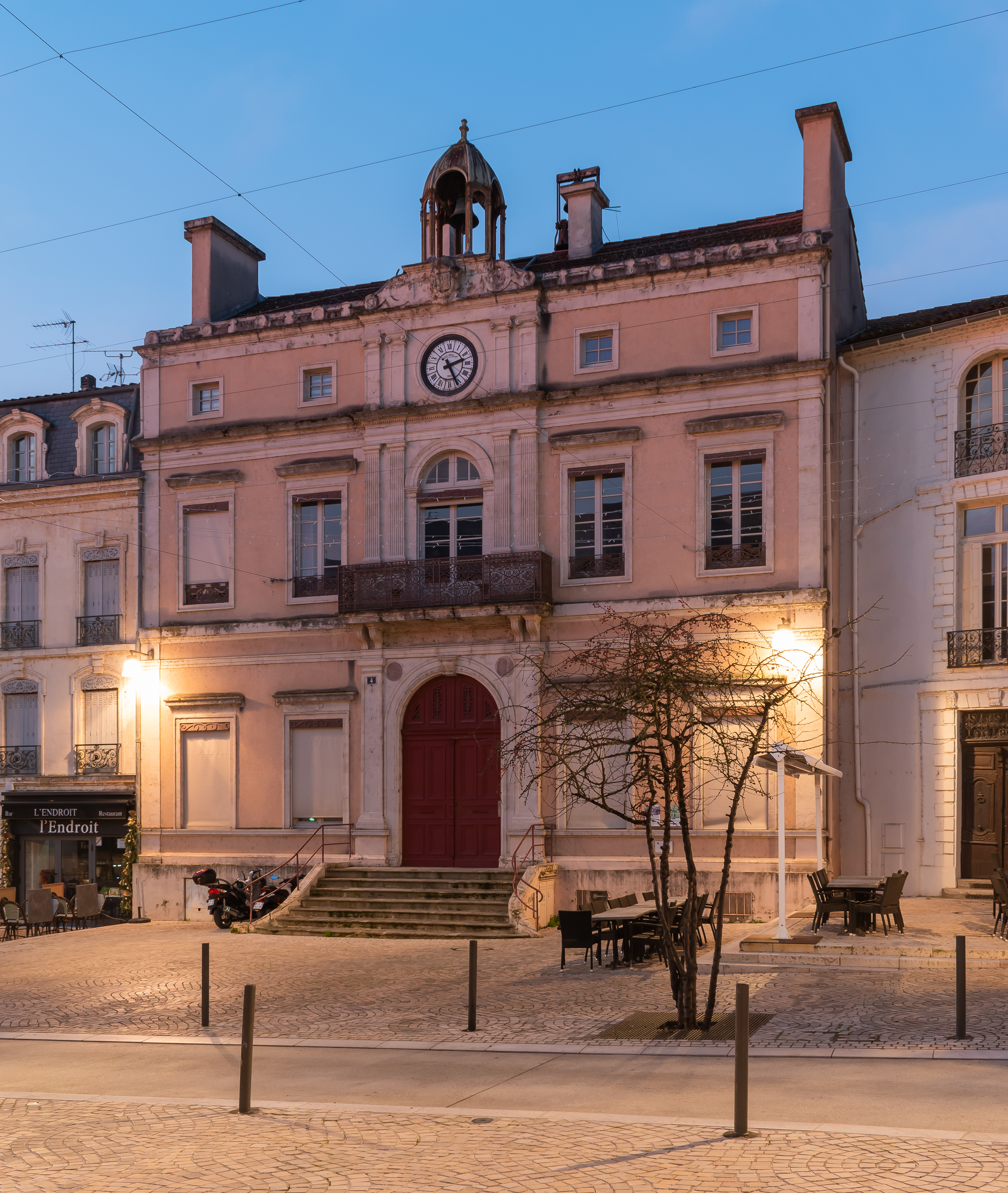

Résidence actuelle